# مک‌دانل اف اچ فانتوم
مک‌دانل اف اچ فانتوم (به انگلیسی: McDonnell FH Phantom) هواپیمایی محصول کارخانهٔ مک‌دانل است . نخستین استفاده‌کنندهٔ این هواپیما نیروی دریایی ایالات متحده آمریکا بوده‌است.
این هواپیما در ۲۶ ژانویه ۱۹۴۵ میلادی نخستین پرواز خود را انجام داد.